# Камйонка-Попшечна
Камйонка-Попшечна (пол. Kamionka Poprzeczna) — село в Польщі, у гміні Бакалажево Сувальського повіту Підляського воєводства.
Населення — 60 осіб (2011).
У 1975-1998 роках село належало до Сувальського воєводства.

## Демографія
Демографічна структура станом на 31 березня 2011 року:
|          | Загалом | Допрацездатний вік | Працездатний вік | Постпрацездатний вік |
| -------- | ------- | ------------------ | ---------------- | -------------------- |
| Чоловіки | 33      | 7                  | 23               | 3                    |
| Жінки    | 27      | 7                  | 14               | 6                    |
| Разом    | 60      | 14                 | 37               | 9                    |